# Teresa Warenycia
Teresa Warenycia (Córdoba, 18 de marzo de 1957- Posadas, Provincia de Misiones, 22 de noviembre de 2015) fue una artista plástica y profesora de arte argentina.

## Biografía
Teresa Warenycia fue graduada de Licenciada en Arte Escénico en la Universidad del Salvador (USAL). Fue Doctora en Metodología de la Investigación en las Artes Visuales de la Universidad de Granada.
Se desempeñó en las cátedras de dibujo y pintura artísticos en el Instituto Superior Antonio Ruiz de Montoya donde inició su trayectoria académica en 1981 en Posadas, Misiones.
Falleció en 2015, en un grave accidente de tránsito ocurrido sobre la ruta de Acceso Sur a Posadas.

## Obra
De sus creaciones expuso: 
- Dibujos (1984)
- Des Nudos (dibujos, 1990)
- Del Símbolo al Erotismo (dibujos, 1989)
- Corpus (pinturas, 1990)
- A ojo (pinturas y fotografías, 1995)
- Las últimas consecuencias (objetos, pinturas y fotografías, 1998)
- Facética (pinturas y expo-performance, 2002)
- Candelaria (fotopinturas, 2004)
- Des Posada (fotografías, 2005)
- Pintura Grosa (2006) y
- Posadas des Memorial (2012)[3][4]

### Proyecto de construcción de memoria
Desde 2005 a 2011 como parte del Programa Doctorado en Bellas Artes de la Universidad de Granada, España y con el auspicio del Consejo Federal de Inversiones, inició un proyecto de construcción de memoria de la ciudad de Posadas a partir de la fotografía testimonial y artística.

Ella rescató muchas fotos. Estaba armando otro material sobre Misiones y Posadas que en memoria suya ojalá que se continúe y publique.
Leo Duarte, fundador del grupo de facebook Posadas del Ayer.

En 2012 publicó el libro Posadas des Memorial, una construcción visual de lo que ha sido 1830-1930 en la capital de Misiones.